# Distrito de Wernigerode
El distrito de Wernigerode (en alemán, Landkreis Wernigerode) era un distrito del oeste del estado federal de Sajonia-Anhalt (Alemania).
El 1 de julio de 2007, como parte de la reforma de distritos en Sajonia-Anhalt, pasó a formar parte del nuevo distrito de Harz.

## Composición del distrito
(Habitantes a 30 de junio de 2005)

### Ciudades
1. Elbingerode (Harz) (ciudad) (5.706)
2. Wernigerode (ciudad) (34.209)

### Agrupaciones administrativas
* Ubicación de la administración
| - 1. Verwaltungsgemeinschaft Blankenburg 1. Blankenburg (ciudad) * (15.896) 2. Cattenstedt (740) 3. Heimburg (956) 4. Hüttenrode (1.224) 5. Timmenrode (1.098) 6. Wienrode (891) - 2. Verwaltungsgemeinschaft Brocken-Hochharz 1. Allrode (715) 2. Altenbrak (386) 3. Benneckenstein (ciudad) (2.236) 4. Elend (544) 5. Hasselfelde (ciudad) (3.148) 6. Schierke 7. Sorge (132) 8. Stiege (1.199) 9. Tanne (717) 10. Treseburg (99) | - 3. Verwaltungsgemeinschaft Ilsenburg 1. Darlingerode (2.301) 2. Drübeck (1.544) 3. Ilsenburg (ciudad) * (6.334) - 4. Verwaltungsgemeinschaft Nordharz 1. Abbenrode (935) 2. Derenburg (ciudad) (2.677) 3. Heudeber (1.276) 4. Langeln (1.124) 5. Reddeber (876) 6. Schmatzfeld (349) 7. Stapelburg (1.390) 8. Veckenstedt * (1.488) 9. Wasserleben (1.529) |

- Datos: Q114127
- Multimedia: Landkreis Wernigerode / Q114127